# Насташка (село)
Наста́шка (укр. Насташка) — село, входит в Ракитнянский район Киевской области Украины.
Население по переписи 2001 года составляло 1917 человек. Почтовый индекс — 09633. Телефонный код — 4562. Занимает площадь 80 км². Код КОАТУУ — 3223783501.

## Местный совет
Местный совет (рада) размещён по почтовому адресу: улица Центральная, дом № 37а, село Насташка, Рокитнянский район, Киевская область, № телефона — 2-01-48.

## История
По переписи 1897 года в селе проживало 4 917 жителей, из коих было 535 еврея.
На начало XX века село Насташка было в составе Островской волости Васильковского уезда Киевской губернии, проживало 4 917 жителей. Около села, на тот период времени, сохранились остатки земляных укреплений, а по преданию здесь был Китай-город, разорённый татарами. В селе проводились базары.
В селе была Успенская церковь. Священнослужители Успенской церкви:
- 1911 — священник Николай Маринич
- 1911—1917 — священник Василий Горянский
- 1911—1918 — псаломщик Прокоп Маркевич
- 1918 — священник Емельян Омельянович, священник Митрофан Нарушевич